# Berëzovaja Rošča
Berëzovaja Rošča (in russo:Берёзовая роща) è una stazione della Linea Dzeržinskaja, la linea 2 della Metropolitana di Novosibirsk. È stata inaugurata il 25 giugno 2005.